# Tatahuicapan
Tatahuicapan är en ort i Mexiko.   Den ligger i kommunen Tatahuicapan de Juárez och delstaten Veracruz, i den sydöstra delen av landet, 500 km öster om huvudstaden Mexico City. Tatahuicapan ligger 120 meter över havet och antalet invånare är 8 159.
Terrängen runt Tatahuicapan är kuperad åt nordväst, men åt sydost är den platt. Runt Tatahuicapan är det ganska glesbefolkat, med 42 invånare per kvadratkilometer. Närmaste större samhälle är Pajapan, 7,6 km öster om Tatahuicapan. Omgivningarna runt Tatahuicapan är en mosaik av jordbruksmark och naturlig växtlighet.